# (33473) Porterfield
1999 FZ45 (asteroide 33473) é um asteroide da cintura principal. Possui uma excentricidade de 0.05828580 e uma inclinação de 6.27009º.
Este asteroide foi descoberto no dia 20 de março de 1999 por LINEAR em Socorro.